# Krogsereds kyrka
Krogsereds kyrka är en kyrkobyggnad som sedan 2023 tillhör Gunnarps församling (tidigare Krogsereds församling) i Göteborgs stift. Den ligger i kyrkbyn Krogsered i Falkenbergs kommun.

## Historia
Den medeltida kyrkans utformning är inte säkert känd, men var troligen av trä. En träkyrka, av okänd ålder, revs när en stenkyrka uppfördes 1815-1819. Den eldhärjades 1924 så att endast murarna stod kvar.

## Kyrkobyggnad
Dagens vitputsade stenkyrka uppfördes i samma stil som den brunna och på dess murar, efter ritningar av Martin Westerberg. Byggnaden, som stod klar 1926, består av ett rektangulärt långhus med rak östavslutning, en sakristia utbyggd på östgaveln och i väster ett torn. Långhuset har sadeltak och västtornet kröns av en flack huv och lanternin. Huvudingång genom tornets bottenvåning och mitt på långhusets sydsida. Kyrkan har genomgått renoveringar 1959, 1981 och 1997.
Det invändigt vitputsade kyrkorummet täcks av ett flackt kassetterat trätunnvalv. Den raka altarväggen artikuleras med kraftiga pilastrar. 

## Inventarier
Inredning och inventarier är i huvudsak tillkomna 1924-1926. 
- Altartavla med motiv Jesus i Getsemane målad av L Wallmark Lödöse år 1926.
- Dopfunten är av röd Ölandskalksten, från 1957. Det finns även en äldre från 1926 tillverkad i trä.
- Vid norra väggen finns predikstolen med en hög och rak korg som är indelad i fem sidor.
- På norra väggen en tavla med motiv Jesus välsignar barnen målad 1933 av L Wallmark Lödöse.
- Kalk och paten är från 1643 och räddades vid branden.
- Mässkrud från 1770.
- Brudstol från 1700-talet.
- Golvur från 1838 tillverkat av Carl Nilsson från Villstad.
- I tornet hänger två klockor, båda gjutna 1924 av Bergholtz klockgjuteri.
- Orgeln är byggd 1926 av Anders Magnusson i Göteborg och restaurerades 1957 av Tostareds Kyrkorgelfabrik.

## Bilder

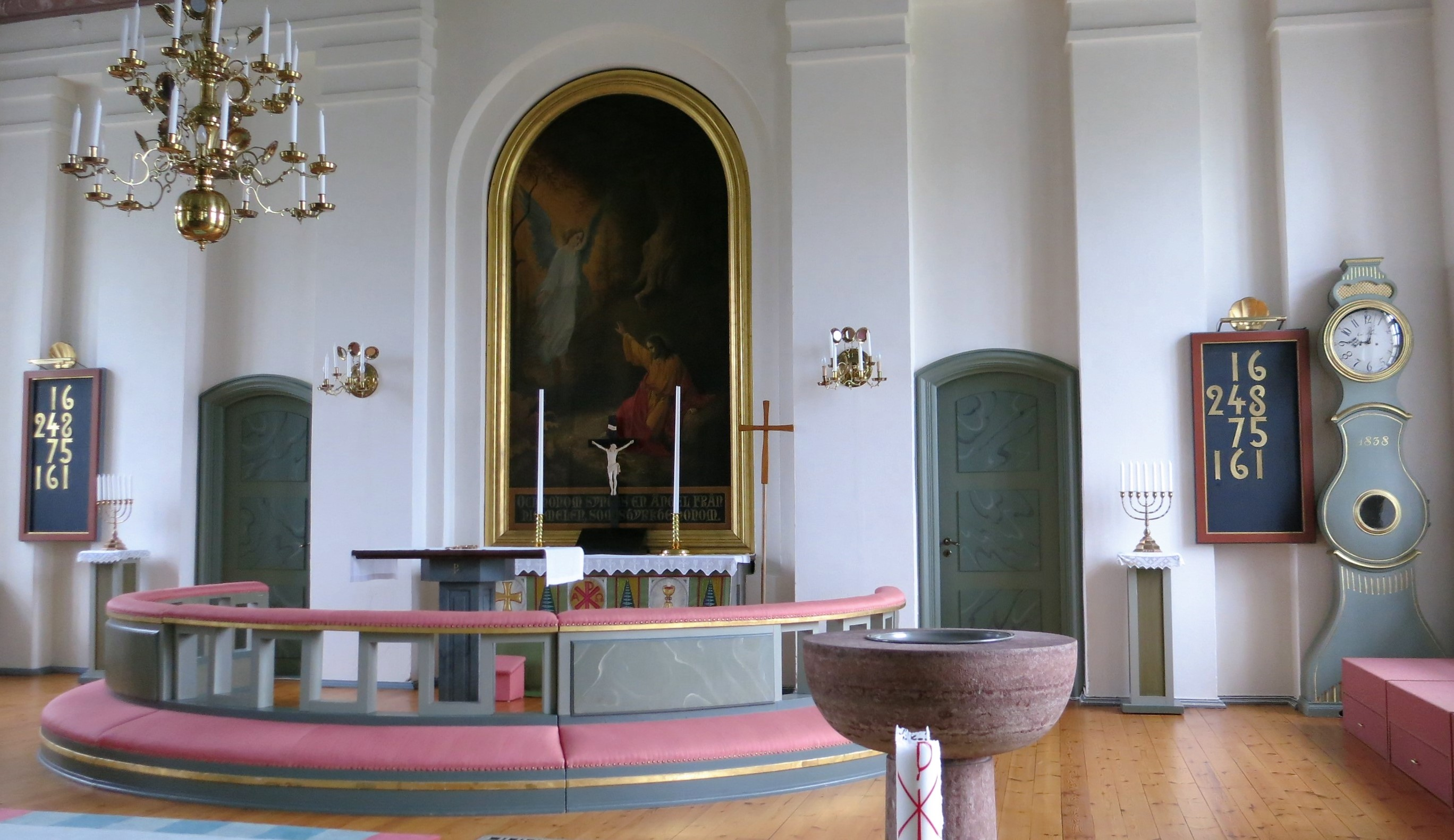
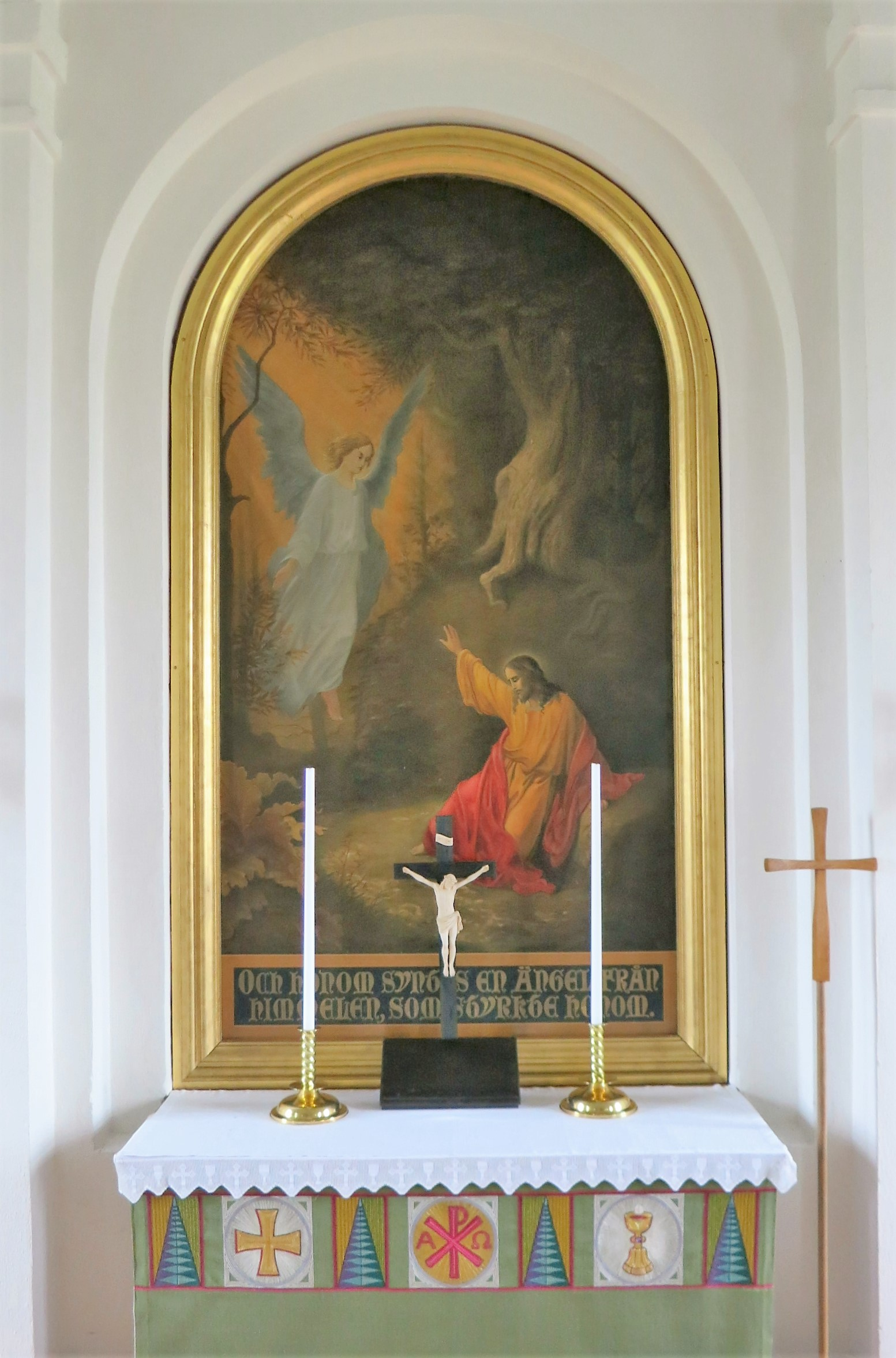
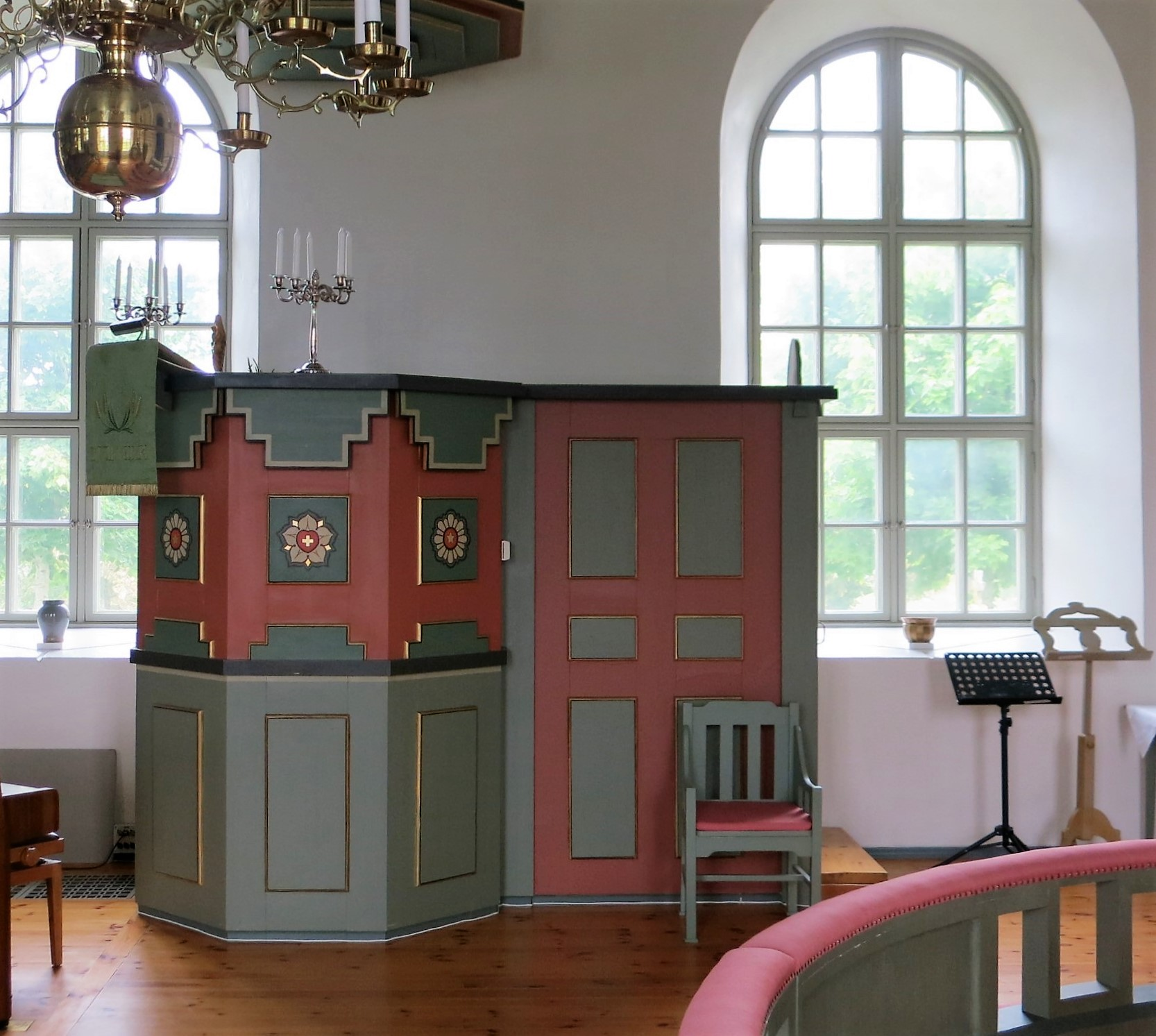
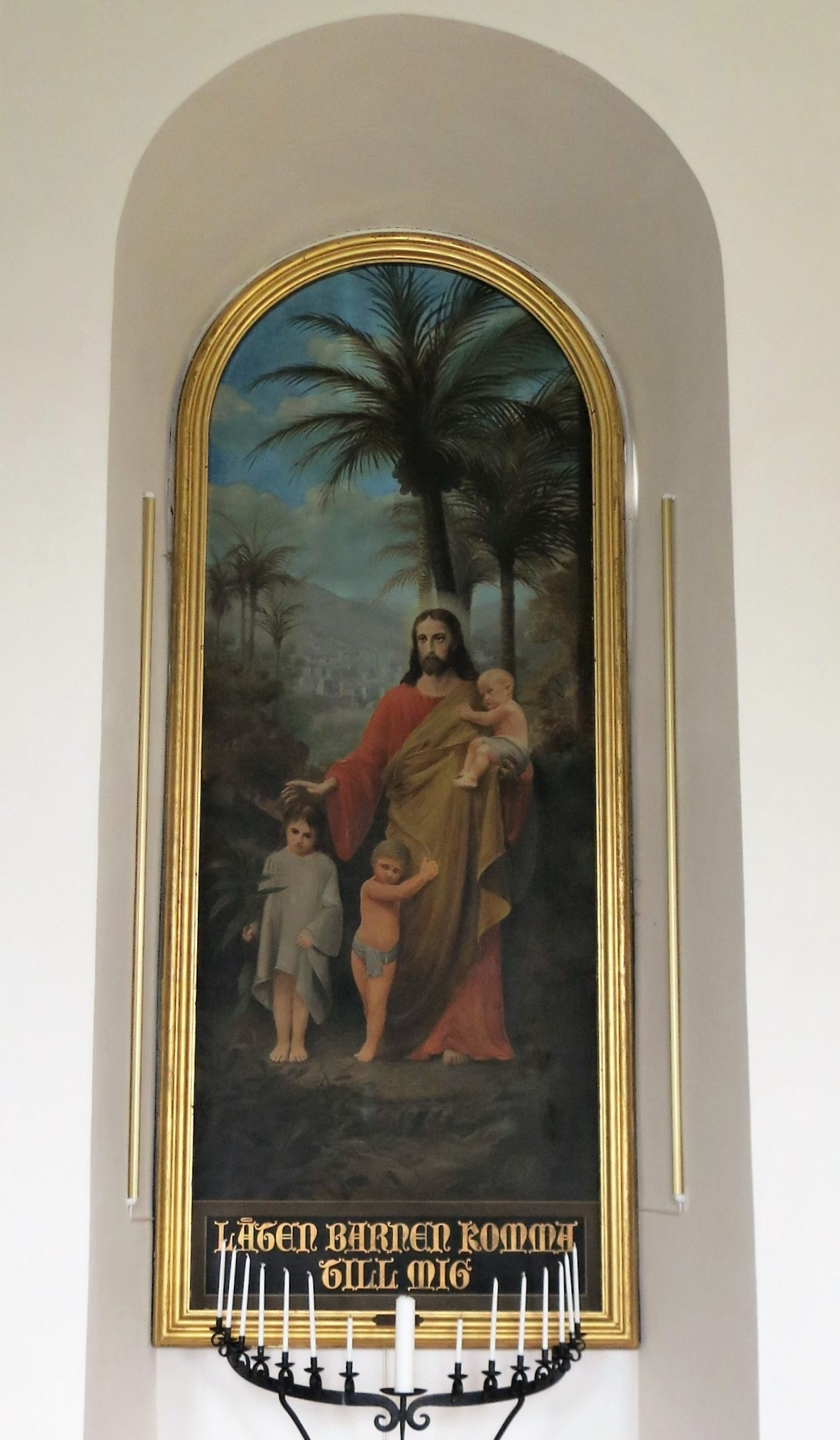
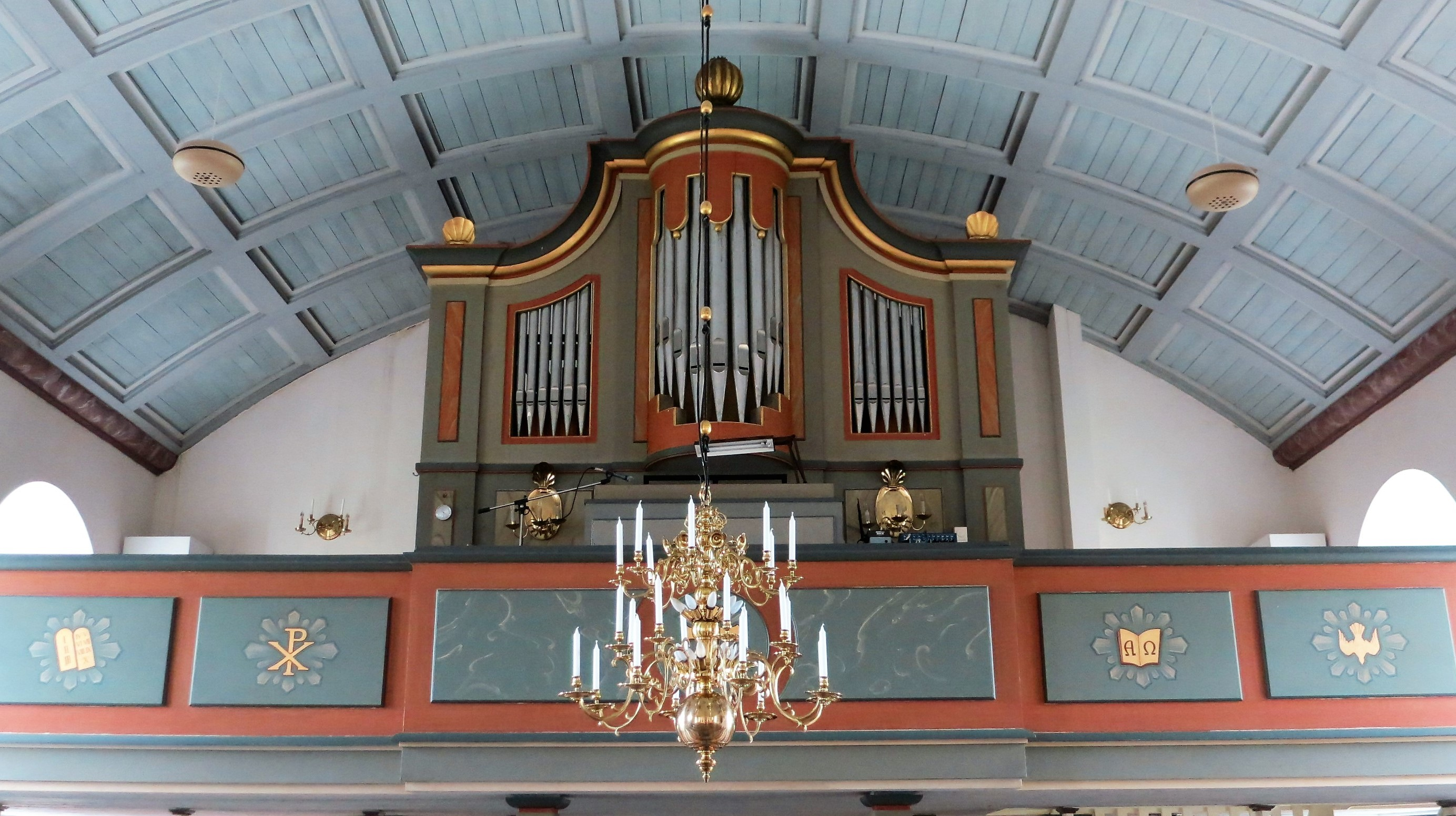
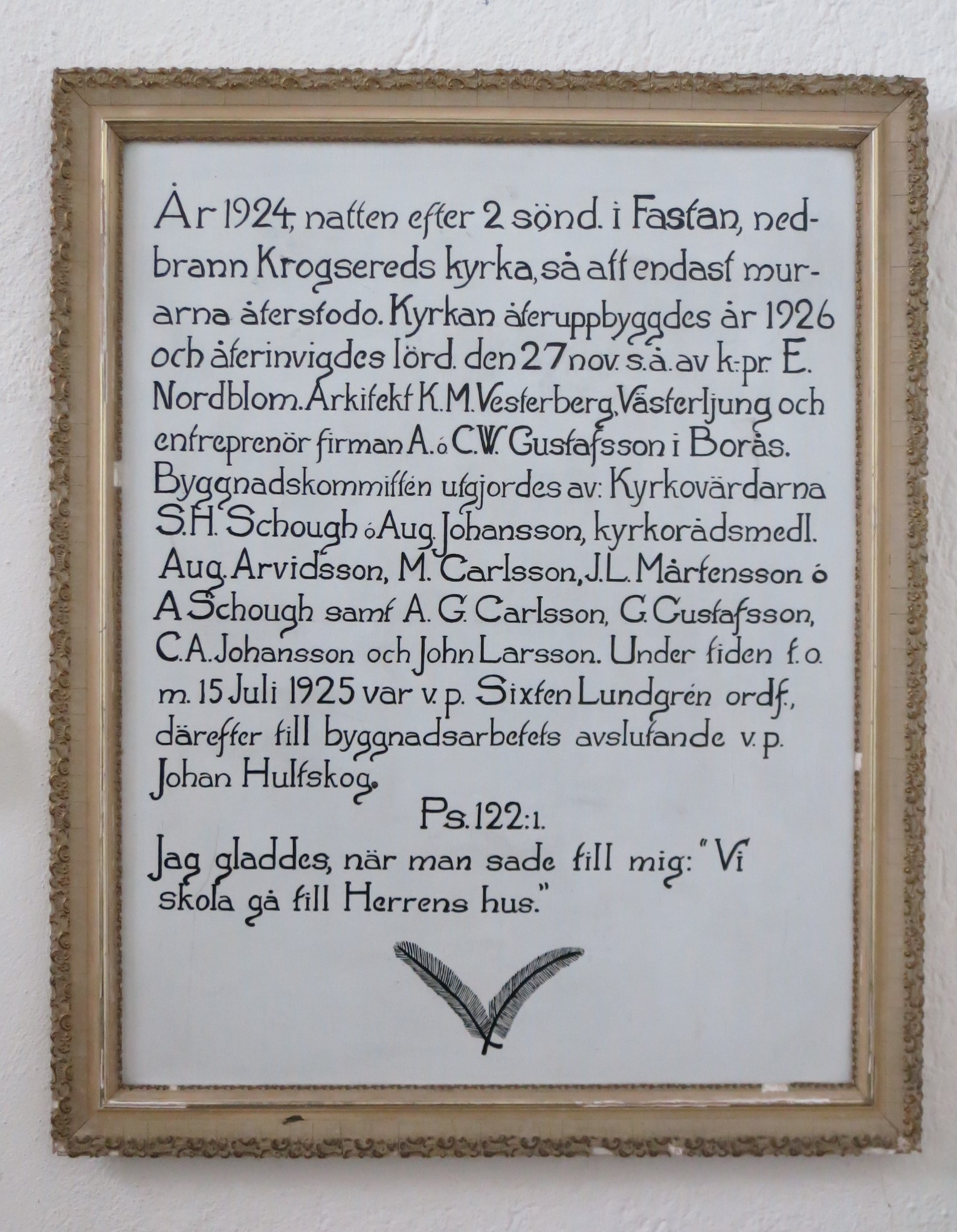